# Космос-2135
Космос-2135 је један од преко 2400 совјетских вјештачких сателита лансираних у оквиру програма Космос.
Космос-2135 је лансиран са космодрома Плесецк, СССР, 26. фебруара 1991. Ракета-носач Космос је поставила сателит у орбиту око планете Земље. Маса сателита при лансирању је износила 810 килограма. Космос-2135 је био војни навигациони сателит.